# Шар (1932)
Вижте пояснителната страница за други значения на Шар.
„Шар“ е български вестник, излязъл в единствен брой на 20 юни 1932 година в София.
Вестникът се издава от организираните ученици от Македония към Младежката македонска организация „П. К. Яворов“. Печата се в София, в печатница „Божинови“ в тираж от 2000 броя. Вестникът е македонски младежки лист, който стои на националистически позиции.